# James DeBello
James DeBello (ur. 9 czerwca 1980 w Hartford, Connecticut, USA) – amerykański aktor.

## Filmografia
- Ghouls (2008) jako Thomas
- National Lampoon's Dorm Daze 2 (2006) jako Cliff Richards
- Steel City (2006) jako Danny
- The Hillz (2004) jako Craig
- Śmiertelna gorączka (Cabin Fever, 2002) jako Bert
- Wielbicielka (Swimfan, 2002) jako Christopher Dante
- Pledge of Allegiance (2002) jako The Rocker
- Going Greek (2001) jako Angry Pledgee
- Straszny film 2 (Scary Movie 2, 2001) jako Tommy
- 100 dziewczyn i ja (100 Girls, 2000) jako Rod
- Zbrodnia i kara na przedmieściu (Crime and Punishment in Suburbia, 2000) jako Jimmy
- Detroit Rock City (1999) jako Trip
- American Pie, czyli sprawa dowCipna (American Pie, 1999) jako entuzjastyczny chłopak
- Here Lies Lonely (1999) jako Kenny